# Belasting & Douane Museum
Het Belasting & Douane Museum is een museum in Rotterdam. 
In het museum wordt de geschiedenis van het betalen van belasting uitgelegd. Daarnaast wordt er verteld over welke objecten/diensten in het verleden belasting werd geheven. Ook liggen er verschillende voorwerpen tentoongesteld die in het verleden door de douane zijn ingenomen.

## Geschiedenis
Het museum is in 1937 opgericht als Stichting Belastingmuseum Prof Dr. Van der Poel. Naamgever Johannes van der Poel was directeur Invoerrechten & Accijnzen. Hij legde een fiscaal-historische verzameling aan om zijn studenten aan de Belastingacademie aanschouwelijk onderwijs te kunnen geven. Zijn collectie vormt nog steeds de basis van het museum. Het museum ligt in het historische scheepvaartkwartier in Rotterdam, tussen de Euromast en de Veerhaven. 